# Дионизиу (Минас-Жерайс)
Дионизиу (порт. Dionísio) — муниципалитет в Бразилии, входит в штат Минас-Жерайс. Составная часть мезорегиона Агломерация Белу-Оризонти. Входит в экономико-статистический микрорегион Итабира. Население составляет 10 221 человек на 2006 год. Занимает площадь 343,422 км². Плотность населения — 29,8 чел./км².

## История
Город основан 1 января 1949 года.

## Статистика
- Валовой внутренний продукт на 2003 год составляет 25 405 440,00 реалов (данные: Бразильский институт географии и статистики).
- Валовой внутренний продукт на душу населения на 2003 год составляет 2489,02 реалов (данные: Бразильский институт географии и статистики).
- Индекс развития человеческого потенциала на 2000 год составляет 0,681 (данные: Программа развития ООН).